# Championnat du Mexique de football
Le championnat du Mexique de football, aussi appelé Liga MX, est le tournoi de football professionnel mexicain, féminin et masculin, le plus important du pays. Il a été créé en 1922 et se joue sous la forme de deux tournois semestriels appelés Clausura et Apertura, anciennement connus sous les noms de Verano et Invierno.
C'est une compétition qui a connu une croissance importante durant ces dernières années, la preuve en est que depuis 2006, la Primera División Mexicana est classée dans le top 10 des championnats mondiaux. Autrefois considéré comme un championnat destiné aux anciennes gloires du football en préretraite et aux joueurs de qualité moyenne, il est désormais un vrai tremplin pour les joueurs du continent voulant s'exporter en Europe. Par conséquent, les stars du championnat sont désormais des étrangers qui viennent généralement alors qu'ils sont en plein essor.
Le Club América est le club le plus titré du pays (15), alors que le Chivas de Guadalajara détient le record du nombre de victoires consécutives (4).
Le Clásico Nacional est le match opposant le Chivas de Guadalajara au Club América, alors que le Clásico Joven met aux prises le Club América au Cruz Azul FC. Il existe également un Clásico Regiomontano entre le CF Monterrey et les Tigres UANL, puisque les deux clubs sont basés dans la même ville.

## Histoire

Ancien logo.

### Les débuts de l'ère professionnelle
Le dimanche 17 octobre 1943, dix équipes ont commencé à jouer la première saison de l'ère professionnelle, ces équipes provenaient de trois États : le District fédéral (le Club América, le Real Club España, l'Asturias FC (en), le CF Atlante et le Club Deportivo Marte), Jalisco (le Club Deportivo de Guadalajara et le CF Atlas) et Veracruz (l'Albinegros de Orizaba (en), le Club Deportivo de Veracruz et le Moctezuma de Orizaba (en)). L'Asturias FC (en) et le Real Club España, qui avaient marqué l'ère amateur avec un style spectaculaire, offensif et efficace, ont été respectivement les deux premiers champions de cette nouvelle ère. Dans leurs rangs deux attaquants de légende, l'espagnol Isidro Lángara, et l'argentin Roberto Aballay, le seul attaquant à avoir inscrit plus de 40 buts en une saison.
Mis à part le Club Deportivo de Guadalajara, tous les clubs professionnels étaient composés à une grande majorité par des joueurs étrangers. Le 9 novembre 1943, la FEMEXFUT décide de limiter à quatre le nombre d'étrangers par équipe. Il y eut alors de grandes vagues de demandes de naturalisation jusqu'à ce que le président de la république, Manuel Ávila Camacho, décrète qu'à partir de la saison 1945-46, chaque équipe du District Fédéral devait avoir un minimum de six joueurs mexicains de naissance et cela durant sept saisons au minimum. Le Club Deportivo de Veracruz, dirigé par Luis de la Fuente (en), a été le premier club d'un autre état à devenir champion du Mexique en 1945-46. Cette saison a également été marqué par l'hégémonie des attaquants et une moyenne de but par match très élevée.
La saison suivante, le CF Atlante a été couronné malgré la contestation de son adversaire. En effet, ce dernier a été durant toute la saison au coude à coude avec le FC León qui était censé accueillir les chilangos lors de la dernière journée. Cependant en raison de la mise en quarantaine de la ville à cause d'une épidémie de fièvre aphteuse, le match a été joué dans l'antre du CF Atlante qui avec l'aide de son public à facilement remporté cette « finale » du championnat.

### Les premiersCampeonisimo
La période qui suivit a été marquée par le succès de l'alliance entre Adalberto López et le FC León. En effet au sein de cette équipe, « Dumbo » Lopez a été le premier attaquant mexicain à remporter trois titres consécutifs de meilleur buteur du championnat (de 1947 à 1949). Entre-temps le club remporta deux titres de champion en 1948 et en 1949 ainsi que la coupe du Mexique en 1949. Le club devient ainsi le premier Campeonisimo du Mexique.
Le Club Deportivo de Guadalajara a été l'équipe à dominer le plus longtemps le championnat professionnel en remportant notamment quatre titres conssécutifs entre 1958 et 1962 et un total de huit titres en l'espace de 13 ans entre 1957 et 1970. Durant la même période le club a remporté à deux reprises la coupe du Mexique, en 1962 et 1970, et à sept reprises le Campeón de Campeones entre 1957 et 1970. Il a également obtenu le titre de champion de la CONCACAF en 1962.
Très peu d'autres clubs ont pu lutter durant cette période, le CF Atlas (1950-1951), le Club Oro de Jalisco (1962-1963), le Deportivo Tampico (1952-1953), le Zacatepec (1954-1955 et 1957-1958) et le Club Deportivo Marte (1953-1954), ont réussi de très belles années en remportant quelques titres de champion. Il faut cependant noter qu'au cours de cette période, aucun club de la capitale n'a remporté le championnat. C'est également à cette période que plusieurs futurs grands clubs du football mexicains ont fait leurs débuts en première division : le Deportivo Toluca en 1953, le Pumas UNAM en 1962 et le CD Cruz Azul en 1964. En 1950 a été créé la deuxième division, la première équipe à y descendre a été le Club San Sebastián de León (es).

### Les années 1970 et laMáquina Celestede Cruz Azul
Afin d'avoir de meilleures retombées financières et de rendre le championnat plus compétitif, les organisateurs ont décidé à partir de la saison 1971-1972, de scinder le tournoi en groupes et de jouer une phase finale (Liguilla) avec les meilleures équipes de chaque groupe afin de déterminer le champion du Mexique. La première finale a opposé le Club América au Deportivo Toluca, les Cremas sont venus à bouts des Diablos sur le score de 2-0 au Stade Azteca.
Menée par le gardien José Miguel Marín (en), le CD Cruz Azul a dominé les années 1970 en se qualifiant à neuf reprises pour la Liguilla, en terminant à quatre reprises en tête du classement général et en remportant cinq titres en 1972, 1973, 1974, 1979 et 1980. Cette décennie a également été marquée par le Club América avec deux titres (1971 et 1976), mené par Enrique Borja et Carlos Reinoso, ainsi que par le Pumas UNAM titré en 1977, dont les plus grands joueurs étaient Evanivaldo Castro et Hugo Sánchez, qui était pourtant en première division en 1976. La liguilla permet également à des clubs peu connus d'être sacré champion, le Tigres UANL fondée en 1967 et promu 1975 sera sacré champion en 1978, à peine neuf ans après sa création.

### Le Club América des années 1980
En 1982-1983 le Club América a terminé la saison régulière avec 26 victoires (17 à domicile), seulement 3 défaites, 61 points, et une efficacité de 80 %. Ces chiffres sont toujours les records du football mexicain, mais malgré cela le Club Deportivo de Guadalajara élimine le Club América en demi-finale en allant s'imposer 3-0 dans le Stade Azteca après avoir perdu 2-1 à l'aller. Les joueurs de la capitale ont pris leur revanche dès la saison suivante en battant les joueurs de Jalisco en finale du championnat 1983-1984. L'année suivante le Club América remporte le titre lors d'un match de départage qui sera entaché par une polémique sur l'arbitrage face au Pumas UNAM. Lors de la saison suivante, le championnat a été divisé en deux tournois courts, le Club América a remporté le premier (Prode 85) malgré une lourde défaite en finale aller (4-1) qu'il remontera dans le stade du Jaibos Tampico Madero sur le score de quatre buts à zéro. Le club est ainsi sacré pour la troisième fois consécutive et remportera également les titres de 1988 et 1989.
Le Tigres UANL, le CF Puebla et CF Monterrey ont été les seuls clubs à briser l'hégémonie de la capitale en remportant les titres de 1981-1982, 1982-1983 et le deuxième tournoi de la saison 1985-1986 (Mexico 86). En 1987, le Club Deportivo de Guadalajara rompt une traversée du désert de 17 ans sans titre de champion. Lors de la saison 1981-1982, le Tigres UANL s'est défait du CF Atlante grâce aux tirs au but. C'est la première fois qu'une finale se déroule de cette manière.

### Les années 1990: Le pourcentage et les tournois saisonniers
C'est lors de la saison 1991-1992 qu'est né le critère appelé «pourcentage» pour définir l'équipe qui est reléguée à la fin de la saison. Le critère de départage est calculé à l'aide des résultats des trois dernières saisons (nombre de points / nombre de matchs joués). Le Cobras de Ciudad Juárez (en) a été le premier club à souffrir de ce changement et à être relégué au pourcentage. Il est à noter cependant que depuis son émergence, ce système est contesté et a été vivement critiqué par les supporteurs et les journalistes sportifs.
Une autre modification majeure est intervenue lors de cette décennie, en effet, à partir de 1996 une saison est divisée en deux tournois saisonniers qui sacrent chacun un champion du Mexique. Dans un premier temps appelé Verano et Invierno, ils changent de nom en 2002 pour prendre le même nom qu'en Argentine, Clausura et Apertura. Le Deportivo Toluca et le CF Pachuca sont les deux clubs ayant au mieux tiré leur épingle de ce nouveau format en remportant respectivement 6 et 5 titres de champion.
Les années 1990 sont dominées par le Club Necaxa, qui a remporté les deux dernières saisons entières jouées au Mexique (1994-1995 et 1995-1996), ainsi que l'Invierno 98, et le Club Toluca, qui a remporté les titres Verrano 98, Verrano 99, Verrano 00. Durant cette période, des clubs comme le FC León, le CF Atlante, le CD Cruz Azul et le Deportivo Toluca ont mis fin respectivement à 36, 47, 17 et 23 ans de disette. De même des clubs considérés comme petits à cause de leurs infrastructures, ont gagné durant cette période en popularité : l'UAG Tecos (1993-1994), le Club Santos Laguna (Invierno 96), le CF Pachuca (Invierno 99) et le CA Monarcas Morelia (Invierno 00).

### La première décennie duXXIesiècle
Durant la dernière décennie trois équipes se sont fait particulièrement remarquer : le CF Pachuca, qui a obtenu 4 titres (Invierno 01, Apertura 03, Clausura 06 et Clausura 07), le Club Toluca, champion à cinq reprises (Verano 00, Apertura 02, Apertura 05, Apertura 08 et Bicentenario 10), et le Pumas UNAM , qui mis à part le fait d'avoir remporté trois titres, est actuellement le seul club à avoir remporté deux Torneos consécutifs (Clausura 04 et Apertura 04). À noter également les titres du Club América (Verano 02), du CF Monterrey (Clausura 03), du Chivas de Guadalajara (Apertura 06), et du CF Atlante (Apertura 07), qui ont rompu respectivement avec 13, 17, 9 et 14 ans sans le moindre titre.

## Évolution du règlement
Le nombre d'équipes, dix à l'origine, n'a pas cessé de varier au cours des saisons et des différentes promotions, rétrogradations, disparitions, invitations et liguillas promotionnelles, pour se stabiliser depuis 2004 à 18 équipes.
Entre 1943 et 1970, le titre de champion est attribué au leader du classement général à la fin de la saison (comme dans la plupart des championnats nationaux). Il a été seulement trois fois nécessaire de faire appel à un match supplémentaire après que deux équipes aient fini toutes deux à égalité de points (en 1944, en 1949 et en 1956).
Jusqu'en 1968, la relégation en Liga de Ascenso (2e division mexicaine) était défini de façon traditionnelle : le dernier du classement général était relégué. En 1968, des barrages de relégation ont été créés entre les quatre moins bonnes équipes du championnat sous condition qu'il n'y ait pas plus de quatre points d'écart entre les équipes concernées. En ce qui concerne les relégations administratives, il y en a une qui a marqué les esprits, c'est celle du Zacatepec qui fut relégué à cause des violences de ses supporteurs après l'invasion du terrain face au Club Necaxa (défaite 1-0).

### LaLiguilla
À partir de la saison 1970-71, le titre de champion est attribué lors d'un tournoi à élimination directe, familièrement connu au Mexique sous le nom de Liguilla. Le système de classement a aussi connu de nombreuses transformations au cours des années, entre 1970 et 1975, les équipes étaient réparties en deux groupes puis de 1975 à 2004 en 4 groupes avant d'aboutir à un système à trois groupes. La première phase finale en 1971 n'a consisté qu'en une finale jouée sur une confrontation aller-retour. De 1972 à 1974 seules les deux meilleures équipes de chaque groupe étaient qualifiées. En 1975, la phase finale a consisté en un mini-championnat remporté par le leader de la saison régulière.
Les phases finales de 1977, 1979, 1980, 1981 et 1989 se sont déroulées sous la forme de deux groupes de 4 équipes issues des quatre groupes du championnat national dont les deux premiers se retrouvaient en finale. Les autres phases finales se sont toujours déroulées suivant des matchs à élimination directe. En 1991 a été introduit le système permettant à des équipes ayant terminé au-delà de la seconde place de participer à la phase finale si leur nombre de points dépassait celui du deuxième d'un autre groupe. En 2011, la FEMEXFUT pense un temps revenir au format de Liguilla à deux groupes de quatre suivi d'une finale entre les deux meilleurs de chaque groupe, mais cette idée est abandonnée avant même sa mise en place. Par contre, il est décidé que la qualification se fera désormais au travers du classement général, l'idée de groupes dans la phase principale étant abandonnée.
Actuellement, le championnat est composé de 18 équipes, les huit meilleures équipes sont qualifiées pour la Liguilla.
Si à la fin des dix-sept journées du Torneo, deux équipes ont le même nombre de points, elles sont départagées grâce aux critères suivants :
- La meilleure différence de buts.
- La meilleure attaque.
- La différence de but particulière.
- Le plus grand nombre de buts marqués à l'extérieur.
- Le tirage au sort.

La Liguilla se compose ensuite de matchs aller-retour allant des quarts de finale à la finale. En cas d'égalité, c'est le classement de la saison régulière qui départage les deux équipes à l'exception de la finale où l'on peut avoir des prolongations et si nécessaire une séance de tirs au but.

### La relégation au pourcentage
Depuis la saison 1991-1992, la relégation dans le championnat mexicains se fait selon la règle du pourcentage. Ainsi à la fin de la saison (succession de deux tournois) un classement est établi en divisant le nombre de points acquis par le nombre de matchs joués sur les trois dernières saisons sans interruption. L'équipe reléguée est la dernière de ce classement.
Les équipes récemment promues ou avec moins de trois saisons complètes en première division ont un rapport basé uniquement sur les tournois joués. Pour cette raison, leurs moyennes peuvent monter ou descendre plus rapidement.
Le règlement prévoit également qu'une équipe qui occupe la place de relégation ne peut pas accéder à une place en Liguilla, éliminatoires, même si sa position dans le tournoi en cours le lui permet. Cette règle a été mise en place du fait de la situation du Tigres UANL en 1995/96, qui bien que relégué en seconde division s'est qualifié pour la phase finale du championnat.
L'équipe promue de Liga de Ascenso est celle qui remporte le match opposant les vainqueurs des deux tournois saisonniers. S'il s'agit de la même équipe, elle est promue automatiquement. Cependant, cette équipe doit être « apte à la promotion » selon le règlement de la FEMEXFUT, si elle ne l'est pas, elle touche une somme compensatrice. Dans ce cas, l'équipe reléguée de première division et l'équipe « apte » ayant obtenu le plus de points sur la saison en cours (addition des points deux tournois) jouent un match de barrage en aller-retour pour déterminer laquelle des deux évoluera en Primera División la saison suivante.

### La règle du 20/11
La règle du 20/11 (es), instaurée en 2005 a pour principal objectif de permettre aux jeunes joueurs de pouvoir jouer plus souvent et ainsi d'améliorer le niveau du football mexicain.
Cette règle oblige les clubs à faire jouer un minimum de 1000 minutes les joueurs âgés de moins de 20 ans et 11 mois dans le championnat national. Dans le cas où un club ne remplirait pas cette condition, il se verrait retirer trois points au championnat (valable également pour le classement de relégation).

## Qualification pour les tournois internationaux
Le Mexique a le privilège d'être le seul pays au monde (accompagné parfois par les États-Unis) à jouer régulièrement dans deux confédérations différentes : la CONCACAF, du fait de sa situation géographique sur le continent américain et la CONMEBOL, à la suite des nombreuses invitations depuis 1993 pour la sélection mexicaine et depuis 1998 pour les clubs mexicains. Les équipes mexicaines participent à la Copa Libertadores, à la Copa Sudamericana et à la Copa América pour la sélection.

### La Ligue des champions de la CONCACAF
Les champions et vice-champions de chaque tournoi Apertura et Clausura sont qualifiés pour la Ligue des champions de la CONCACAF. Pour augmenter l'attractivité et la compétitivité de la confédération, la CONCACAF oblige depuis quelques années, ces quatre clubs à participer uniquement à cette compétition internationale.

### La Copa Libertadores (CONMEBOL)
De 1998 à 2003, les clubs mexicains s'affrontaient lors d'un tournoi en compagnie de leurs homologues américains, puis les deux meilleurs affrontaient les équipes vénézuéliennes lors d'un tour préliminaire de la compétition, qui laissaient leurs places en échange d'un pourcentage sur la vente des billets et sur les droits de télévision.
En 2004, la CONMEBOL accorde 2 places directes au Mexique (puis trois en 2005 avec un qualifié pour le tour préliminaire), ce qui change le système de qualification : les deux champions de chaque année s'affrontent pour le billet 1, les billets 2 et 3 sont attribués aux vainqueurs du tournoi InterLiga (en), joué aux États-Unis, par les huit meilleures équipes du tableau général des deux tournois de la saison en excluant les équipes participantes à la Coupe des clubs champions de la CONCACAF.
Chaque saison, les équipes championnes étaient exclues de la Copa Libertadores pour garantir à la CONCACAF la participation de ces équipes à la compétition continentale locale et devaient attendre au moins deux ans avant de pouvoir concourir en Amérique du Sud.
Depuis que la Ligue des champions de la CONCACAF se joue sur un cycle de football normal (de juillet à juillet) et non sur un semestre (de janvier à mai), comme auparavant, être un champion du tournoi Apertura n'est plus un obstacle pour participer à la Copa Libertadores.
À partir de la saison 2009-10, le système de qualification a changé, les trois places sont désormais attribuées aux trois meilleures équipes éligibles du tournoi Apertura de l'année précédente. Par éligible, il est entendu que les équipes participant à la Ligue des champions de la CONCACAF ne peuvent pas dans le même temps participer à la Copa Libertadores.
Fin 2016, la FEMEXFUT décide de ne pas envoyer de clubs participer à la Copa Libertadores 2017, n'excluant pas néanmoins un retour des clubs mexicains lors des éditions suivantes.

### La Copa Sudamericana
Étaient qualifiés directement les clubs terminant aux deux premières places du tournoi Clausura de chaque année, sans tenir compte de ceux qui participaient à la Ligue des champions de la CONCACAF. Si jamais l'une des deux équipes arrivait en finale du tournoi, le billet allait à l'équipe la mieux placée dans le tournoi Clausura. En juin de l'année 2009, la CONCACAF décide d'empêcher la participation directe des clubs mexicains, afin de donner plus d'importance à leurs propres compétitions.

### La SuperLiga
Lors de deux premières éditions, les quatre équipes mexicaines participantes ont été invitées par la NAFU.
Ce n'est qu'à partir de 2009, qu'un système de qualification basé sur les résultats a été mis en place. pour la première fois un classement issu des deux tournois d'une même année (2008) a été utilisé pour désigner les participants, cependant les équipes participant à la Ligue des champions de la CONCACAF ne pouvaient pas être retenues. De plus lors de cette saison, le Chivas de Guadalajara et le Pumas UNAM, respectivement 2e et 6e du classement ont refusé de participer à la compétition. Ainsi, leurs places ont été réattribuées aux deux meilleures équipes suivantes selon le classement. En 2011, devant le peu d'attrait que suscitait cette compétition, elle a été abandonnée par les organisateurs.

## Clubs de la saison 2020-2021
| Club                  | Ville                    | 1re apparition | Nb de tournois joués | Nb de titres | Stade                        | Capacité |
| Club América          | Mexico                   | 1943           | 101                  | 12           | Stade Azteca                 | 87 000   |
| CF Atlas              | Guadalajara              | 1943           | 98                   | 1            | Stade Jalisco                | 56 713   |
| Cruz Azul FC          | Mexico                   | 1964           | 80                   | 8            | Stade Azul                   | 35 161   |
| Chivas de Guadalajara | Guadalajara              | 1943           | 101                  | 12           | Stade Omnilife               | 49 850   |
| FC León               | León                     | 1944           | 75                   | 7            | Stade Nou Camp               | 30 000   |
| Lobos BUAP            | Puebla                   | 2017           | 4                    | 0            | Stade Cuauhtémoc             | 46 912   |
| CF Monterrey          | Monterrey                | 1945           | 86                   | 4            | Stade Tecnológico            | 33 485   |
| Mazatlán Fútbol Club  | Mazatlán                 | 2020           | 1                    | 0            | Estadio de Mazatlán          | 25 000   |
| Club Necaxa           | Aguascalientes           | 1950           | 70                   | 3            | Stade Victoria               | 25 494   |
| CF Pachuca            | Pachuca                  | 1967           | 52                   | 6            | Stade Hidalgo                | 27 000   |
| CF Puebla             | Puebla                   | 1944           | 81                   | 2            | Stade Cuauhtémoc             | 42 648   |
| Pumas UNAM            | Mexico                   | 1962           | 82                   | 7            | Stade Olímpico Universitario | 62 214   |
| Querétaro FC          | Santiago de Querétaro    | 1990           | 30                   | 0            | Stade Corregidora            | 34 130   |
| Santos Laguna         | Torreón                  | 1988           | 54                   | 6            | Stade Corona                 | 28 000   |
| Tigres UANL           | San Nicolás de los Garza | 1974           | 66                   | 6            | Stade Universitario          | 42 000   |
| Club Tijuana          | Tijuana                  | 2011           | 16                   | 1            | Stade Caliente               | 33 333   |
| Club Toluca           | Toluca                   | 1953           | 91                   | 10           | Stade Nemesio Díez           | 27 000   |

### Localisation géographique des clubs
| Mexico: Club América Cruz Azul FC Pumas UNAM Querétaro FC Atlas FC CD Guadalajara CF Monterrey Tigres UANL CF Pachuca Mazatlán Deportivo Toluca FC Santos Laguna I Mexico Club Puebla Lobos BUAP Club Tijuana Club León Club Necaxa |

## Palmarès
| Saison                    | Vainqueur                                                                        | Score                                                                            | Finaliste                                                                        | Meilleur buteur                                                                                    |
| Championnat Saisonnier    |                                                                                  |                                                                                  |                                                                                  | |
| 1943-44 Détails           | CF Asturias (en)                                                                 | 4-1                                                                              | Real Club España                                                                 | Isidro Lángara (27 buts)                                                                           |
| 1944-45 Détails           | Real Club España                                                                 | -                                                                                | CF Puebla                                                                        | Roberto Aballay (40 buts)                                                                          |
| 1945-46 Détails           | CD Veracruz                                                                      | -                                                                                | CF Atlante                                                                       | Isidro Lángara (40 buts)                                                                           |
| 1946-47 Détails           | CF Atlante                                                                       | -                                                                                | FC León                                                                          | Adalberto López (33 buts)                                                                          |
| 1947-48 Détails           | FC León                                                                          | 2-0                                                                              | Club Oro de Jalisco                                                              | Adalberto López (36 buts)                                                                          |
| 1948-49 Détails           | FC León                                                                          | -                                                                                | CF Atlas                                                                         | Adalberto López (28 buts)                                                                          |
| 1949-50 Détails           | CD Veracruz                                                                      | -                                                                                | CF Atlante                                                                       | Julio Ayllón (30 buts)                                                                             |
| 1950-51 Détails           | CF Atlas                                                                         | -                                                                                | CF Atlante                                                                       | Horacio Casarín (17 buts)                                                                          |
| 1951-52 Détails           | FC León                                                                          | -                                                                                | Chivas de Guadalajara                                                            | Adalberto López (16 buts)                                                                          |
| 1952-53 Détails           | Deportivo Tampico                                                                | -                                                                                | Zacatepec                                                                        | Tulio Quiñones (14 buts)                                                                           |
| 1953-54 Détails           | Club Deportivo Marte                                                             | -                                                                                | Club Oro de Jalisco                                                              | Juan Carlos (21 buts) Adalberto López (21 buts) Julio María (21 buts)                              |
| 1954-55 Détails           | Zacatepec                                                                        | -                                                                                | Chivas de Guadalajara                                                            | Julio María (19 buts)                                                                              |
| 1955-56 Détails           | FC León                                                                          | 4-2                                                                              | Club Oro de Jalisco                                                              | Héctor Hernández (25 buts)                                                                         |
| 1956-57 Détails           | Chivas de Guadalajara                                                            | -                                                                                | Club Toluca                                                                      | Crescencio Gutiérrez (19 buts)                                                                     |
| 1957-58 Détails           | Zacatepec                                                                        | -                                                                                | Club Toluca                                                                      | Carlos Lara (19 buts)                                                                              |
| 1958-59 Détails           | Chivas de Guadalajara                                                            | -                                                                                | FC León                                                                          | Eduardo González (25 buts)                                                                         |
| 1959-60 Détails           | Chivas de Guadalajara                                                            | -                                                                                | Club América                                                                     | Roberto Rolando (22 buts)                                                                          |
| 1960-61 Détails           | Chivas de Guadalajara                                                            | -                                                                                | Club Oro de Jalisco                                                              | Carlos Lara (22 buts)                                                                              |
| 1961-62 Détails           | Chivas de Guadalajara                                                            | -                                                                                | Club América                                                                     | Carlos Lara (21 buts) Salvador Reyes (21 buts)                                                     |
| 1962-63 Détails           | Club Oro de Jalisco                                                              | -                                                                                | Chivas de Guadalajara                                                            | Amaury Epaminondas (19 buts)                                                                       |
| 1963-64 Détails           | Chivas de Guadalajara                                                            | -                                                                                | Club América                                                                     | Alberto Etcheverry (20 buts)                                                                       |
| 1964-65 Détails           | Chivas de Guadalajara                                                            | -                                                                                | Club Oro de Jalisco                                                              | Amaury Epaminondas (21 buts)                                                                       |
| 1965-66 Détails           | Club América                                                                     | -                                                                                | CF Atlas                                                                         | José Alves (20 buts)                                                                               |
| 1966-67 Détails           | Club Toluca                                                                      | -                                                                                | Club América                                                                     | Amaury Epaminondas (21 buts)                                                                       |
| 1967-68 Détails           | Club Toluca                                                                      | -                                                                                | Pumas UNAM                                                                       | Bernardo Hernández (19 buts)                                                                       |
| 1968-69 Détails           | CD Cruz Azul                                                                     | -                                                                                | Chivas de Guadalajara                                                            | Luis Estrada (24 buts)                                                                             |
| 1969-70 Détails           | Chivas de Guadalajara                                                            | -                                                                                | CD Cruz Azul                                                                     | Vicente Pereda (20 buts)                                                                           |
| Mexico 1970 Détails       | CD Cruz Azul                                                                     | -                                                                                | Chivas de Guadalajara                                                            | Sergio Anaya (16 buts)                                                                             |
| 1970-71 Détails           | Club América                                                                     | 2-0                                                                              | Club Toluca                                                                      | Enrique Borja (20 buts)                                                                            |
| 1971-72 Détails           | CD Cruz Azul                                                                     | 4-1                                                                              | Club América                                                                     | Enrique Borja (26 buts)                                                                            |
| 1972-73 Détails           | CD Cruz Azul                                                                     | 3-2                                                                              | FC León                                                                          | Enrique Borja (24 buts)                                                                            |
| 1973-74 Détails           | CD Cruz Azul                                                                     | 4-2                                                                              | Atlético Español                                                                 | Osvaldo Castro (26 buts)                                                                           |
| 1974-75 Détails           | Club Toluca                                                                      | 3-2                                                                              | FC León                                                                          | Horacio López (25 buts)                                                                            |
| 1975-76 Détails           | Club América                                                                     | 4-0                                                                              | Universidad de Guadalajara                                                       | Cabinho (29 buts)                                                                                  |
| 1976-77 Détails           | Pumas UNAM                                                                       | 1-0                                                                              | Universidad de Guadalajara                                                       | Cabinho (34 buts)                                                                                  |
| 1977-78 Détails           | Tigres UANL                                                                      | 3-1                                                                              | Pumas UNAM                                                                       | Cabinho (33 buts)                                                                                  |
| 1978-79 Détails           | CD Cruz Azul                                                                     | 2-0                                                                              | Pumas UNAM                                                                       | Cabinho (26 buts) Hugo Sánchez (26 buts)                                                           |
| 1979-80 Détails           | CD Cruz Azul                                                                     | 4-3                                                                              | Tigres UANL                                                                      | Cabinho (30 buts)                                                                                  |
| 1980-81 Détails           | Pumas UNAM                                                                       | 4-2                                                                              | CD Cruz Azul                                                                     | Cabinho (29 buts)                                                                                  |
| 1981-82 Détails           | Tigres UANL                                                                      | 2-2 Tirs au but : 3-1                                                            | CF Atlante                                                                       | Cabinho (32 buts)                                                                                  |
| 1982-83 Détails           | CF Puebla                                                                        | 2-2 Tirs au but : 7-6                                                            | Chivas de Guadalajara                                                            | Norberto Outes (22 buts)                                                                           |
| 1983-84 Détails           | Club América                                                                     | 5-3                                                                              | Chivas de Guadalajara                                                            | Norberto Outes (28 buts)                                                                           |
| 1984-85 Détails           | Club América                                                                     | 3-1                                                                              | Pumas UNAM                                                                       | Cabinho (23 buts)                                                                                  |
| Probe 1985 Détails        | Club América                                                                     | 5-4                                                                              | Jaibos Tampico Madero                                                            | Sergio Lira (10 buts)                                                                              |
| Mexico 1986 Détails       | CF Monterrey                                                                     | 3-2                                                                              | Jaibos Tampico Madero                                                            | Sergio Lira (14 buts) Francisco Javier (14 buts)                                                   |
| 1986-87 Détails           | Chivas de Guadalajara                                                            | 4-2                                                                              | CD Cruz Azul                                                                     | José Luis (23 buts)                                                                                |
| 1987-88 Détails           | Club América                                                                     | 4-2                                                                              | Pumas UNAM                                                                       | Luis Flores (24 buts)                                                                              |
| 1988-89 Détails           | Club América                                                                     | 5-4                                                                              | CD Cruz Azul                                                                     | Sergio Lira (29 buts)                                                                              |
| 1989-90 Détails           | CF Puebla                                                                        | 6-4                                                                              | Universidad de Guadalajara                                                       | Jorge Comas (26 buts)                                                                              |
| 1990-91 Détails           | Pumas UNAM                                                                       | 3-3 (Ext.)                                                                       | Club América                                                                     | Luis García (26 buts)                                                                              |
| 1991-92 Détails           | FC León                                                                          | 2-0                                                                              | CF Puebla                                                                        | Luis García (24 buts)                                                                              |
| 1992-93 Détails           | CF Atlante                                                                       | 4-0                                                                              | CF Monterrey                                                                     | Ivo Basay (27 buts)                                                                                |
| 1993-94 Détails           | UAG Tecos                                                                        | 2-1                                                                              | Santos Laguna                                                                    | Carlos Hermosillo (27 buts)                                                                        |
| 1994-95 Détails           | Club Necaxa                                                                      | 3-1                                                                              | CD Cruz Azul                                                                     | Carlos Hermosillo (35 buts)                                                                        |
| 1995-96 Détails           | Club Necaxa                                                                      | 1-1 (Ext.)                                                                       | Atlético Celaya                                                                  | Carlos Hermosillo (26 buts)                                                                        |
| Championnat Semestriel    |                                                                                  |                                                                                  |                                                                                  | |
| Invierno 1996 Détails     | Santos Laguna                                                                    | 4-3                                                                              | Club Necaxa                                                                      | Carlos Muñoz (16 buts) Jared Borgetti (16 buts)                                                    |
| Verano 1997 Détails       | Chivas de Guadalajara                                                            | 7-2                                                                              | Toros Neza                                                                       | Gabriel Caballero (13 buts) Gustavo Nápoles (13 buts)                                              |
| Invierno 1997 Détails     | CD Cruz Azul                                                                     | 2-1                                                                              | FC León                                                                          | Carlos Hermosillo (14 buts)                                                                        |
| Verano 1998 Détails       | Club Toluca                                                                      | 6-4                                                                              | Club Necaxa                                                                      | José Cardozo (13 buts)                                                                             |
| Invierno 1998 Détails     | Club Necaxa                                                                      | 2-0                                                                              | Chivas de Guadalajara                                                            | Cuauhtémoc Blanco (16 buts)                                                                        |
| Verano 1999 Détails       | Club Toluca                                                                      | 5-5 Tirs au but : 5-4                                                            | CF Atlas                                                                         | José Cardozo (15 buts)                                                                             |
| Invierno 1999 Détails     | CF Pachuca                                                                       | 3-2                                                                              | CD Cruz Azul                                                                     | Jesús Olalde (15 buts)                                                                             |
| Verano 2000 Détails       | Club Toluca                                                                      | 7-1                                                                              | Santos Laguna                                                                    | José Cardozo (20 buts)                                                                             |
| Invierno 2000 Détails     | CA Monarcas Morelia                                                              | 3-3 Tirs au but : 5-4                                                            | Club Toluca                                                                      | Jared Borgetti (19 buts)                                                                           |
| Verano 2001 Détails       | Santos Laguna                                                                    | 4-3                                                                              | CF Pachuca                                                                       | Jared Borgetti (13 buts)                                                                           |
| Invierno 2001 Détails     | CF Pachuca                                                                       | 3-1                                                                              | Tigres UANL                                                                      | Walter Silvani (14 buts)                                                                           |
| Verano 2002 Détails       | Club América                                                                     | 3-2                                                                              | Club Necaxa                                                                      | Sebastián Abreu (21 buts)                                                                          |
| Apertura 2002 Détails     | Club Toluca                                                                      | 4-2                                                                              | CA Monarcas Morelia                                                              | José Cardozo (36 buts)                                                                             |
| Clausura 2003 Détails     | CF Monterrey                                                                     | 3-1                                                                              | CA Monarcas Morelia                                                              | José Cardozo (22 buts)                                                                             |
| Apertura 2003 Détails     | CF Pachuca                                                                       | 3-2                                                                              | Tigres UANL                                                                      | José Cardozo (18 buts)                                                                             |
| Clausura 2004 Détails     | Pumas UNAM                                                                       | 1-1 Tirs au but : 5-4                                                            | Chivas de Guadalajara                                                            | Bruno Marioni (18 buts)                                                                            |
| Apertura 2004 Détails     | Pumas UNAM                                                                       | 3-1                                                                              | CF Monterrey                                                                     | Guillermo Franco (21 buts)                                                                         |
| Clausura 2005 Détails     | Club América                                                                     | 7-4                                                                              | UAG Tecos                                                                        | Matías Vuoso (16 buts)                                                                             |
| Apertura 2005 Détails     | Club Toluca                                                                      | 6-3                                                                              | CF Monterrey                                                                     | Walter Gaitán (14 buts)                                                                            |
| Clausura 2006 Détails     | CF Pachuca                                                                       | 1-0                                                                              | San Luis FC                                                                      | Sebastián Abreu (11 buts) Salvador Cabañas (11 buts)                                               |
| Apertura 2006 Détails     | Chivas de Guadalajara                                                            | 3-2                                                                              | Club Toluca                                                                      | Bruno Marioni (11 buts)                                                                            |
| Clausura 2007 Détails     | CF Pachuca                                                                       | 3-2                                                                              | Club América                                                                     | Omar Bravo (11 buts)                                                                               |
| Apertura 2007 Détails     | CF Atlante                                                                       | 2-1                                                                              | Pumas UNAM                                                                       | Alfredo Moreno (19 buts)                                                                           |
| Clausura 2008 Détails     | Santos Laguna                                                                    | 3-2                                                                              | CD Cruz Azul                                                                     | Humberto Suazo (13 buts)                                                                           |
| Apertura 2008 Détails     | Club Toluca                                                                      | 2-2 Tirs au but : 7-6                                                            | CD Cruz Azul                                                                     | Héctor Mancilla (11 buts)                                                                          |
| Clausura 2009 Détails     | Pumas UNAM                                                                       | 3-2                                                                              | CF Pachuca                                                                       | Héctor Mancilla (14 buts)                                                                          |
| Apertura 2009 Détails     | CF Monterrey                                                                     | 6-4                                                                              | CD Cruz Azul                                                                     | Emanuel Villa (17 buts)                                                                            |
| Bicentenario 2010 Détails | Club Toluca                                                                      | 2-2 Tirs au but : 4-3                                                            | Santos Laguna                                                                    | Javier Hernández (10 buts) Johan Fano (10 buts) Herculez Gomez (10 buts) Héctor Mancilla (10 buts) |
| Apertura 2010 Détails     | CF Monterrey                                                                     | 5-3                                                                              | Santos Laguna                                                                    | Christian Benítez (16 buts)                                                                        |
| Clausura 2011 Détails     | Pumas UNAM                                                                       | 3-2                                                                              | CA Monarcas Morelia                                                              | Ángel Reyna (13 buts)                                                                              |
| Apertura 2011 Détails     | Tigres UANL                                                                      | 4-1                                                                              | Santos Laguna                                                                    | Iván Alonso (11 buts)                                                                              |
| Clausura 2012 Détails     | Santos Laguna                                                                    | 3-2                                                                              | CF Monterrey                                                                     | Iván Alonso (14 buts) Christian Benítez (14 buts)                                                  |
| Apertura 2012 Détails     | Club Tijuana                                                                     | 4-1                                                                              | Club Toluca                                                                      | Christian Benítez (11 buts) Esteban Paredes (11 buts)                                              |
| Clausura 2013 Détails     | Club América                                                                     | 2-2 Tirs au but : 4-2                                                            | CD Cruz Azul                                                                     | Christian Benítez (16 buts)                                                                        |
| Apertura 2013 Détails     | FC León                                                                          | 5-1                                                                              | Club América                                                                     | Mauro Boselli (13 buts)                                                                            |
| Clausura 2014 Détails     | FC León                                                                          | 4-3 (a.p.)                                                                       | CF Pachuca                                                                       | Enner Valencia (12 buts)                                                                           |
| Apertura 2014 Détails     | Club América                                                                     | 3-1                                                                              | Tigres UANL                                                                      | Mauro Boselli (12 buts) Camilo Sanvezzo (12 buts)                                                  |
| Clausura 2015 Détails     | Santos Laguna                                                                    | 5-3                                                                              | Querétaro FC                                                                     | Dorlan Pabón (10 buts)                                                                             |
| Apertura 2015 Détails     | Tigres UANL                                                                      | 4-4 Tirs au but : 4-2                                                            | Pumas UNAM                                                                       | Mauro Boselli (13 buts) Emanuel Villa (13 buts)                                                    |
| Clausura 2016 Détails     | CF Pachuca                                                                       | 2-1                                                                              | CF Monterrey                                                                     | André-Pierre Gignac (13 buts)                                                                      |
| Apertura 2016 Détails     | Tigres UANL                                                                      | 2-2 Tirs au but : 3-0                                                            | Club América                                                                     | Dayro Moreno (11 buts) Raúl Ruidíaz (11 buts)                                                      |
| Clausura 2017 Détails     | Chivas de Guadalajara                                                            | 4-3                                                                              | Tigres UANL                                                                      | Raúl Ruidíaz (9 buts)                                                                              |
| Apertura 2017 Détails     | Tigres UANL                                                                      | 3-2                                                                              | CF Monterrey                                                                     | Mauro Boselli (11 buts) Avilés Hurtado (11 buts)                                                   |
| Clausura 2018 Détails     | Santos Laguna                                                                    | 3-2                                                                              | Club Toluca                                                                      | Djaniny (14 buts)                                                                                  |
| Apertura 2018 Détails     | Club América                                                                     | 2-0                                                                              | Cruz Azul FC                                                                     | André-Pierre Gignac (14 buts)                                                                      |
| Clausura 2019 Détails     | Tigres UANL                                                                      | 1-0                                                                              | FC Leon                                                                          | Ángel Mena (14 buts)                                                                               |
| Apertura 2019 Détails     | CF Monterrey                                                                     | 3-3 Tirs au but : 4-2                                                            | Club América                                                                     | Alan Pulido (14 buts) Mauro Quiroga (14 buts)                                                      |
| Clausura 2020 Détails     | Championnat abandonné en raison de la pandémie de Covid-19 ; titre non attribué. | Championnat abandonné en raison de la pandémie de Covid-19 ; titre non attribué. | Championnat abandonné en raison de la pandémie de Covid-19 ; titre non attribué. | Championnat abandonné en raison de la pandémie de Covid-19 ; titre non attribué.                   |
| Apertura 2020 Détails     | Club León                                                                        | 3-1                                                                              | Pumas UNAM                                                                       | Jonathan Rodríguez (12 buts)                                                                       |
| Clausura 2021 Détails     | Cruz Azul FC                                                                     | 2-1                                                                              | Santos Laguna                                                                    | Alexis Canelo (11 buts)                                                                            |
| Apertura 2021 Détails     | CF Atlas                                                                         | 3-3 Tirs au but : 4-3                                                            | Club León                                                                        | Nicolás López (9 buts)                                                                             |
| Clausura 2022 Détails     | CF Atlas                                                                         | 3-2                                                                              | CF Pachuca                                                                       | André-Pierre Gignac (11 buts)                                                                      |
| Apertura 2022 Détails     | CF Pachuca                                                                       | 5-1 3-1                                                                          | Club Toluca                                                                      | Nicolás Ibáñez (11 buts)                                                                           |
| Clausura 2023 Détails     | Tigres UANL                                                                      | 0-0 3-2                                                                          | CD Guadalajara                                                                   | Henry Martín (14 buts)                                                                             |
| Apertura 2023 Détails     | Club América                                                                     | 1-1 3-0                                                                          | Tigres UANL                                                                      | Harold Preciado (11 buts)                                                                          |
| Clausura 2024 Détails     | Club América                                                                     | 1-1 1-0                                                                          | CF Cruz Azul                                                                     | Uriel Antuna (8 buts) Diber Cambindo (8 buts) Salomón Rondón (8 buts) Federico Viñas (8 buts)      |
| Apertura 2024 Détails     | Club América                                                                     | 2-1 1-1                                                                          | CF Monterrey                                                                     | Paulinho (13 buts)                                                                                 |

## Bilan
| Équipe                       | Victoires | Années |
| Club América                 | 16        | 1966, 71, 76, 84, 85, Prob. 85, 88, 89, Ver. 02, Clau. 05, Clau. 13, Aper. 14, Aper. 18, Aper. 23, Clau. 24, Aper. 24 |
| Chivas de Guadalajara        | 12        | 1957, 59, 60, 61, 62, 64, 65, 70, 87, Ver. 97, Aper. 06, Clau. 17                                                     |
| Club Toluca                  | 10        | 1967, 68, 75, Ver. 98, Ver. 99, Ver. 00, Aper. 02, Aper. 05, Aper. 08, Clau. 10                                       |
| Cruz Azul FC                 | 9         | 1969, Mex. 70 , 72, 73, 74, 79, 80, Inv. 97, Clau. 21                                                                 |
| Tigres UANL                  | 8         | 1978, 82, Aper. 11, Aper. 15, Aper. 16, Aper.17, Clau. 19, Clau. 23                                                   |
| Club León                    | 8         | 1948, 49, 52, 56, 92, Aper. 13, Clau. 14, Aper. 20                                                                    |
| Pumas UNAM                   | 7         | 1977, 81, 91, Clau. 04, Aper. 04, Clau. 09, Clau. 11                                                                  |
| CF Pachuca                   | 7         | Inv. 99, Inv. 01, Aper. 03, Clau. 06, Clau. 07, Clau. 16, Aper. 22                                                    |
| Santos Laguna                | 6         | Inv. 96, Ver. 01, Clau. 08, Clau. 12, Clau. 15, Clau. 18                                                              |
| CF Monterrey                 | 5         | Mex. 86, Clau. 03, Aper. 09, Aper. 10, Aper. 19                                                                       |
| CF Atlas                     | 3         | 1951, Aper.2021, Clau. 2022                                                                                           |
| CF Atlante                   | 3         | 1947, 93, Aper. 07 |
| Club Necaxa                  | 3         | 1995, 96, Inv. 98 |
| CF Puebla                    | 2         | 1983, 1990 |
| CD Veracruz                  | 2         | 1946, 1950 |
| Zacatepec                    | 2         | 1955, 1958 |
| Club Tijuana                 | 1         | Aper. 12 |
| CA Monarcas Morelia          | 1         | Inv. 2000 |
| Club Oro de Jalisco          | 1         | 1963 |
| UAG Tecos                    | 1         | 1994 |
| Club de Fútbol Asturias (en) | 1         | 1944 |
| Club Deportivo Marte         | 1         | 1954 |
| Club Deportivo Tampico       | 1         | 1953 |
| Real Club España             | 1         | 1945 |

| États            | Victoires |
| District fédéral | 39        |
| Jalisco          | 15        |
| Nuevo León       | 11        |
| État de Mexico   | 10        |
| Guanajuato       | 8         |
| Hidalgo          | 6         |
| Coahuila         | 6         |
| État de Puebla   | 2         |
| Morelos          | 2         |
| Veracruz         | 2         |
| Aguascalientes   | 1         |
| Michoacán        | 1         |
| Tamaulipas       | 1         |
| Basse-Californie | 1         |

## Records

### Championnat
Plus grand nombre de buts marqués en une saison :
1182 buts lors de la saison 1945-1946.
Meilleure moyenne de buts marqués en une saison :
4,98 buts par match lors de la saison 1943-1944.
Plus large victoire :
CD Veracruz 14 - 0 CF Monterrey lors de la saison 1945-1946.

### Clubs
Plus grand nombre de participation pour un club :
102 participations pour le Chivas de Guadalajara et le Club América. (présents depuis la création du championnat professionnel)
Plus grand nombre de titres consécutifs :
4 titres pour le Chivas de Guadalajara entre 1959 et 1962.
Plus grand nombre de victoires consécutives :
10 victoires pour le CD Cruz Azul lors de la saison 1971-72.
Plus grand nombre de points marqués en une saison par un club :
61 points pour le Club América en 1983-83.
Plus grand nombre de buts marqués en une saison par un club :
121 buts pour le CF Atlante lors de la saison 1945-1946.
Plus grand nombre de finales jouées :
14 finales pour le CD Cruz Azul.

### Joueurs
Plus grand nombre de titres obtenu par un joueur :
 Sabas Ponce et Jaime Villegas ont remporté huit titres avec le Chivas de Guadalajara entre 1957 et 1970.
Plus grand nombre de buts marqués par un joueur en une saison :
40 buts marqués par Roberto Aballay () en 1944-45 et par Isidro Langara () en 1945-46.

## Statistiques
|    | Joueurs              | Matchs |
| -- | -------------------- | ------ |
| 1  | Oscar Pérez          | 741    |
| 2  | Oswaldo Sánchez      | 725    |
| 3  | Benjamín Galindo     | 706    |
| 4  | Juan Pablo Rodríguez | 685    |
| 5  | Rodrigo Ruiz         | 638    |
| 6  | Adolfo Ríos          | 635    |
| 7  | Miguel España        | 631    |
| 8  | Alfonso Sosa         | 610    |
| 9  | Sinha                | 609    |
| 10 | Cristóbal Ortega     | 608    |

|    | Joueurs             | Buts |
| 1  | Cabinho             | 312  |
| 2  | Carlos Hermosillo   | 294  |
| 3  | Jared Borgetti      | 252  |
| 4  | José Cardozo        | 249  |
| 5  | Osvaldo Castro      | 214  |
| 6  | Zague               | 209  |
| 7  | André-Pierre Gignac | 216  |
| 8  | Carlos Perucci      | 199  |
| 9  | Adalberto Lopez     | 196  |
| 10 | Sergio Lira         | 191  |